# Municipio de Santa Ana Yareni
El municipio de Santa Ana Yareni es uno de 570 municipios del estado mexicano de Oaxaca. Su cabecera es la localidad de Santa Ana Yareni. Se encuentra en la región Norte del estado,  actualmente habitan 1150 habitantes aproximadamente cuenta solo con los servicios básicos.
Sus festividades más importantes son la de Semana Santa, Santa Ana, Octava de todos los Santos.
Su nombre, Santa Ana, proviene de la virgen de Santa Ana que se venera en el pueblo y «Yareni» que proviene de dos palabras en zapoteco: «I'iya» que significa «monte» o «cerro» y «Reni», que significa «sangre», y en una traducción literal «Monte bañado de Sangre» o «Cerro Bañado de Sangre».

## Reseña histórica
Los habitantes de Teococuilco empezaron a ocupar el lugar como rancheros en 1573, año en el cual se consideraba como barrio de Tecocuilco. Posiblemente después de la Guerra de Independencia, al difundirse las ideas libertarias y establecerse el gobierno republicano, adquirió la categoría de pueblo.
Desde el periodo colonial ya se disputaban tierras con sus vecinos de Aloapan, en el archivo general de la nación en el 2922 del ramo de tierras, entre las páginas 1 a 63 del año 1728, figura el expediente de litigio por vecinos del propio Teococuilco y Aloapan, mezclado con dicho expediente se encuentra el croquis del pueblo y sus tierras, bonito trabajo para la época, ejecutado en tinta negra, en el centro se ve el templo, las casas reales, el jaguéy y tres casas particulares, está fechado el 13 de septiembre de 1728, el cual fue guarnición de los atepecános que pretendían invadirlos, los que por entonces vivían a orillas de Río Grande.
Según cuentan nuestros antepasados, este pueblo era una hacienda y su dueño un extranjero que plantaba nopales y de éstos producía pintura. Sus trabajadores era de diferentes pueblos, todos ellos formaron este pueblo y le pusieron por nombre Santa Ana Yareni, Santa Ana en honor a la virgen, y Yareni por el cerro que se encuentra en un costado del pueblo que forma un arcilla roja. La capilla católica se construyó en el año de 1719 posteriormente pasó a ser iglesia en 1884.

## Localización
Se localiza en la región de la sierra norte, pertenece al Distrito de Ixtlán de Juárez. Se ubica en las coordenadas 17° 23’ de latitud norte y 96° 37’ de longitud oeste, a una altitud de 2,280 metros sobre el nivel del mar.
Colinda al norte con Abejones y San Miguel Aloápam, al sur con San Juan del Estado y Teococuilco de Marcos Pérez, al oeste con San Miguel Alopam y al este con Abejones y Santa María Jaltianguis.
Extensión
El municipio cuenta con una superficie de 43.38 km², representa el 0.05% de la superficie total del estado.
Orografía
En el municipio existen tres cerros denominados “illareni”, “illa siuu” y “lili loella”.
Hidrografía
Las principales vertientes del municipio son río Grande, río Teococuilco que es el más amplio y en su área corre el río Seco o Loco. El río Seco no tiene fondo definido; es de fuerte arrastre cuando se llena, formando altas paredes a sus lados, está sometido constantemente al cambio de las corrientes por lo que se le llama Loco.

## Principales Ecosistemas
Flora
Flores: Zempoazúchilt, bugambilia y alcatraz.
Plantas comestibles: Hierba santa, quelite, hierbabuena y orégano.
Árboles: Pino, eucalipto y encino.
Frutos: Durazno, capulin y manzana.
Plantas exóticas o para decoración: Palma.
Plantas medicinales: Ruda, hierba maestra y manzanilla.
Fauna
Aves silvestres: Paloma, pajarón, gavilán y águila.
Animales salvajes: Venado, zorro, coyote y zorrillo.
Insectos: Mosco y zancudo.
Especies acuáticas: Cangrejo y mojarra.
Reptiles: Coralillo, víbora de cascabel, lagartija y sapo.
Animales domésticos: Asno, toro, caballo, gallina, vaca y guajolote.

## Características y Uso del Suelo
La topografía general de las tierras la componen las últimas estribaciones de un contrafuerte de la cordillera de Marcos Pérez, el cual se desprende un poco al sur de Aloapan hasta la cumbre de tres cerrillos, con base desde el fondo del río Grande, formando igual número de planos inclinadisimos: el de oriente, con extraordinarios precipicios; el del norte tiene como fondo el lecho del río Madre de Aloapan, y el último que mira al sur, acaba en al orillas del río Teococuilco.
Todavía en formación por su menor inclinación son las que mejor se abren al cultivo pero se erosionan inmediatamente, lo que tratan de evitar por medio artificiales. En las orillas del río grande la geología está representada por enormes rocas efusivas, sobre las que se ven otras calcáreas en forma de estratos, de diversos gruesos, de varias inclinaciones y hasta caprichosas.
En la parte alta existen rocas metamorfoseadas, calcáreas en proceso de formación y algunos basaltos en período de desintegración. Las tierras son acumulaciones de arcilla roja, que llega hasta el negro. El terreno completamente seco, solo cuenta con un minúsculo venero que le da agua todo el año, la cual les disputa el ganado, por lo que hay necesidad de subirla a lomo de bestia desde el río Tecocuilco.
Las tierras de cultivo son las que miran hacia el sur, siendo más resucidas las que lo hacen hacia el norte las cuales resultan insuficientes para cubrir sus necesidades, pobres de calidad, erosionadas, altas y de clima frío, sólo dan una cosecha al año siembran algunos magueyes de pulques y carecen de árboles frutales, de los silvestres solo tienen algunos anonales y las tunas de los órganos de las laderas calientes, los pastos están muy escasos, pues no cuentan con ni con el indispensable para sus desmendrados ganados, el paisaje es triste y desolado, extremándose en el invierno con sus vientos gélidos.

## Poblaciones
Este municipio cuenta con tan sólo dos localidades:
- Santa Ana Yareni
- Roindadaba
- Zapotecos: La comunidad de Santa Ana Yareni, el 99% de sus habitantes hablan la lengua zapoteca.

Clave estatal: 20
Estado: Oaxaca
Clave Municipio: 359
Nombre del Municipio: Santa Ana Yareni
Población: 1149